# Khướu lùn đuôi hạt dẻ
Khướu lùn đuôi hạt dẻ (tên khoa học Minla strigula), là một loài chim trong họ Leiothrichidae. Nó thường được đặt trong chi Minla.
Nó được tìm thấy tại Tiểu lục địa Ấn Độ và Đông Nam Á, phạm vi Bhutan, Ấn Độ, Lào, Malaysia, Myanmar, Nepal, Thái Lan, Tây Tạng và Việt Nam. Môi trường sống tự nhiên của loài chim là rừng núi ẩm cân nhiệt đới hay nhiệt đới.

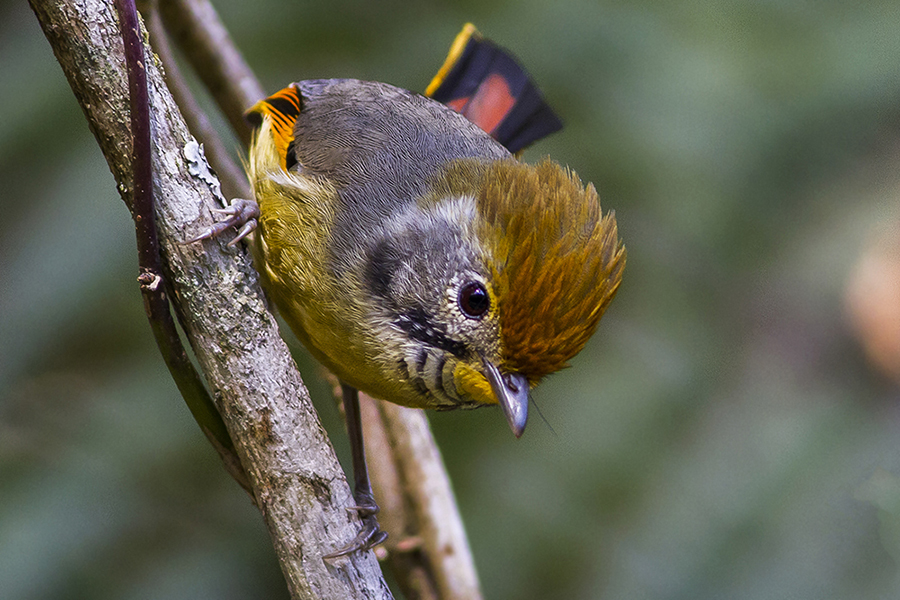
Mẫu vật từ khu bảo tồng hoang dã Fambong Lho, Sikkim, Ấn Độ.

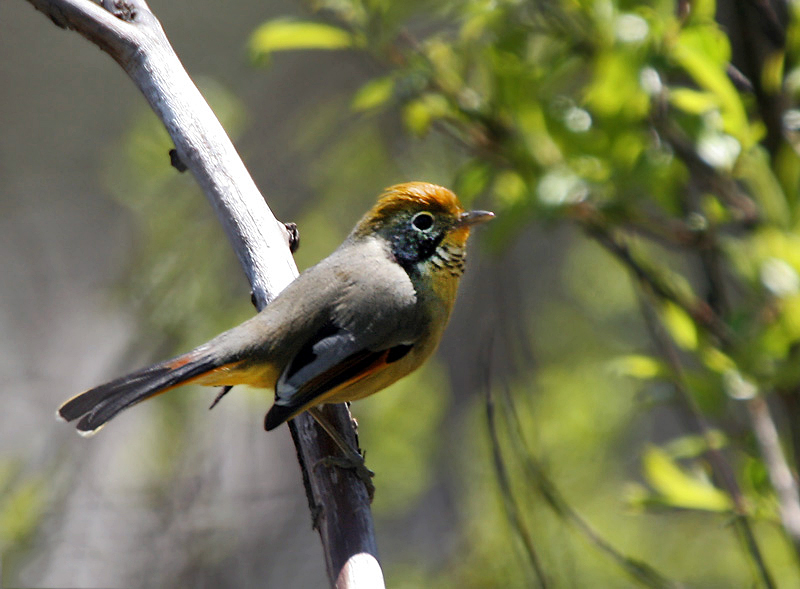
Ở độ cao 11000 ft. tại Kullu của Himachal Pradesh, Ấn Độ.